# Precortado
En la industria del embalaje, el precortado es la línea de puntos que se perfora en la plancha de cartón en el proceso de troquelado.
El precortado se hace introduciendo en la base del troquel una cuchilla dentada. Su función primordial es la de facilitar el rasgado del embalaje para descubrirlo, abrir vanos o plegarlo para su destrucción. Lo podemos encontrar, por ejemplo, en las cajas expositoras que se abren en el punto de venta para dejar el producto a la vista del consumidor.
- Datos: Q6084187